# Ĵ
Cette page contient des caractères spéciaux ou non latins. S’ils s’affichent mal (▯, ?, etc.), consultez la page d’aide Unicode.
Ĵ (minuscule : ĵ), appelé J accent circonflexe, est une lettre additionnelle latine, utilisée dans l’écriture de l’espéranto.
Il s’agit de la lettre J diacritée d’un accent circonflexe.

## Utilisation
En espéranto, Ĵ est la quatorzième lettre de l’alphabet (entre J et K) et représente le son /ʒ/. En cas d’impossibilité d’utiliser cette lettre (par exemple si elle n’est pas disponible sur le clavier), elle peut être remplacée par jh (comme préconisé dans le Fundamento de Esperanto) ou jx.

## Représentations informatiques
Le J accent circonflexe peut être représenté avec les caractères Unicode suivants :
- précomposé (latin étendu B)[1] :

| forme     | représentation | chaîne de caractères | point de code | description                                  |
| --------- | -------------- | -------------------- | ------------- | -------------------------------------------- |
| capitale  | Ĵ              | Ĵ                    | U+0134        | lettre majuscule latine j accent circonflexe |
| minuscule | ĵ              | ĵ                    | U+0135        | lettre minuscule latine j accent circonflexe |

- décomposé (latin de base, diacritiques) :

| forme     | représentation | chaîne de caractères | point de code | description                                              |
| --------- | -------------- | -------------------- | ------------- | -------------------------------------------------------- |
| capitale  | Ĵ              | J◌̂                   | U+004A U+0302 | lettre majuscule latine j diacritique accent circonflexe |
| minuscule | ĵ              | j◌̂                   | U+006A U+0302 | lettre minuscule latine j diacritique accent circonflexe |

Des anciens codages informatiques permettent aussi de représenter le J accent circonflexe ISO/CEI 8859-3 :
- capitale Ĵ : AC
- minuscule ĵ : BC